# Saham (Wenunuc)
Saham ist eine osttimoresische Aldeia im Suco Wenunuc (Verwaltungsamt Metinaro, Gemeinde Dili). 2015 lebten in der Aldeia 308 Menschen.

## Geographie
Saham ist die westlichste Aldeia des Sucos Wenunuc. Östlich des Flussbetts des Aiscahe liegt die Aldeia Wenunuc. Der Fluss führt nur in der Regenzeit Wasser. Im Westen grenzt Saham an den Suco Sabuli und im Süden an den Suco Mantelolão. Im Norden befindet sich die Küste der Straße von Wetar. Der Norden und Westen der Aldeia ist ein Teil des Ortes Metinaro, während der höhergelegene Südosten dünner besiedelt ist. Die Ortsteile Duyung und Priramatan liegen an der Überlandstraße von der Landeshauptstadt Dili im Westen und Manatuto weiter im Osten. Nahe der Küste befindet sich die Siedlung Nelayan.

## Einrichtungen
In Duyung befinden sich die Grundschule Bebunuc, die katholische Grundschule Metinaro, die Sekundarschule Metinaro und der Sitz des Sucos Wenunuc.